# Jennifer Nettles
Jennifer Odessa Nettles (Douglas, 12 settembre 1974) è una cantante e attrice statunitense.

## Biografia
Jennifer Nettles è conosciuta soprattutto per il suo ruolo di cantante nel duo Sugarland al fianco di Kristian Bush. Prima della nascita del progetto Sugarland, ha anche militato in diversi gruppi con sede ad Atlanta tra cui Soul Miner's Daughter e Jennifer Nettles Band. Ha duettato con Bon Jovi nel brano Who Says You Can't Go Home (2006) e nel singolo Do What You Can. Nel gennaio 2014 ha pubblicato il suo primo album da solista, That Girl.

## Discografia
- 1991 - For Your Love/You're the One (studio demo)
- 1996 - The Sacred and Profane (con Soul Miner's Daughter)
- 1998 - Hallelujah (con Soul Miner's Daughter)
- 2000 - Story of Your Bones (con Jennifer Nettles Band)
- 2002 - Gravity: Drag Me Down (con Jennifer Nettles Band)
- 2002 - Rewind (con Jennifer Nettles Band)
- 2014 - That Girl (come Jennifer Nettles)

## Filmografia

### Cinema
- Harriet, regia di Kasi Lemmons (2019)
- L'esorcista - Il credente (The Exorcist: Believer), regia di David Gordon Green (2023)

### Televisione
- Un cappotto di mille colori (Dolly Parton's Coat of Many Colors), regia di Stephen Herek – film TV (2015)
- Underground – serie TV, episodio 1x07 (2016)
- Un Natale di mille colori (Dolly Parton's Christmas of Many Colors: Circle of Love), regia di Stephen Herek – film TV (2016)
- The Righteous Gemstones – serie TV, 14 episodi (2019-2025)
- The Bondsman – serie TV, 8 episodi (2025)

### Video musicali
- Sugarland: Baby Girl (2004)
- Bon Jovi Feat. Jennifer Nettles: Who Says Can't Go Home, Version 1 (2005)
- Sugarland: Everyday America (2007)
- Sugarland: Stay (2007)
- Matt Nathanson: Run feat. Sugarland (2012)
- Sugarland feat. Taylor Swift: Babe (2018)

## Doppiatrici italiane
Nelle versioni in italiano delle opere in cui ha recitato, Jennifer Nettles è stata doppiata da:
- Francesca Fiorentini ne L'esorcista - Il credente
- Giuppy Izzo in The Bondsman